# یورا ایشایا
یورا ایشایا (سریانی: ܝܘܪܐ ܐܫܥܝܐ؛ ۱۹۳۳–۱۹۹۲) یک بازیکن فوتبال آشوری‌تبار اهل عراق بود.
از باشگاه‌هایی که در آن بازی کرده‌است می‌توان به باشگاه فوتبال بریستول راورز اشاره کرد.